# مارتینا لوپتاکووا
مارتینا لوپتاکووا (اسلواکی: Martina Luptáková؛ زادهٔ ۱۵ نوامبر ۱۹۷۷) بازیکن زن بسکتبال اهل اسلواکی بود. وی در بازی‌های المپیک تابستانی ۲۰۰۰ شرکت کرده‌است.